# 竹垣
竹垣（たけがき、たかがき）とは、竹で編んだ垣根のこと。日本庭園に使用される主な竹垣は建仁寺垣、高麗垣、沼津垣、鉄砲袖垣、襖垣、鶯垣、四つ目垣、大徳寺垣、立会垣など。

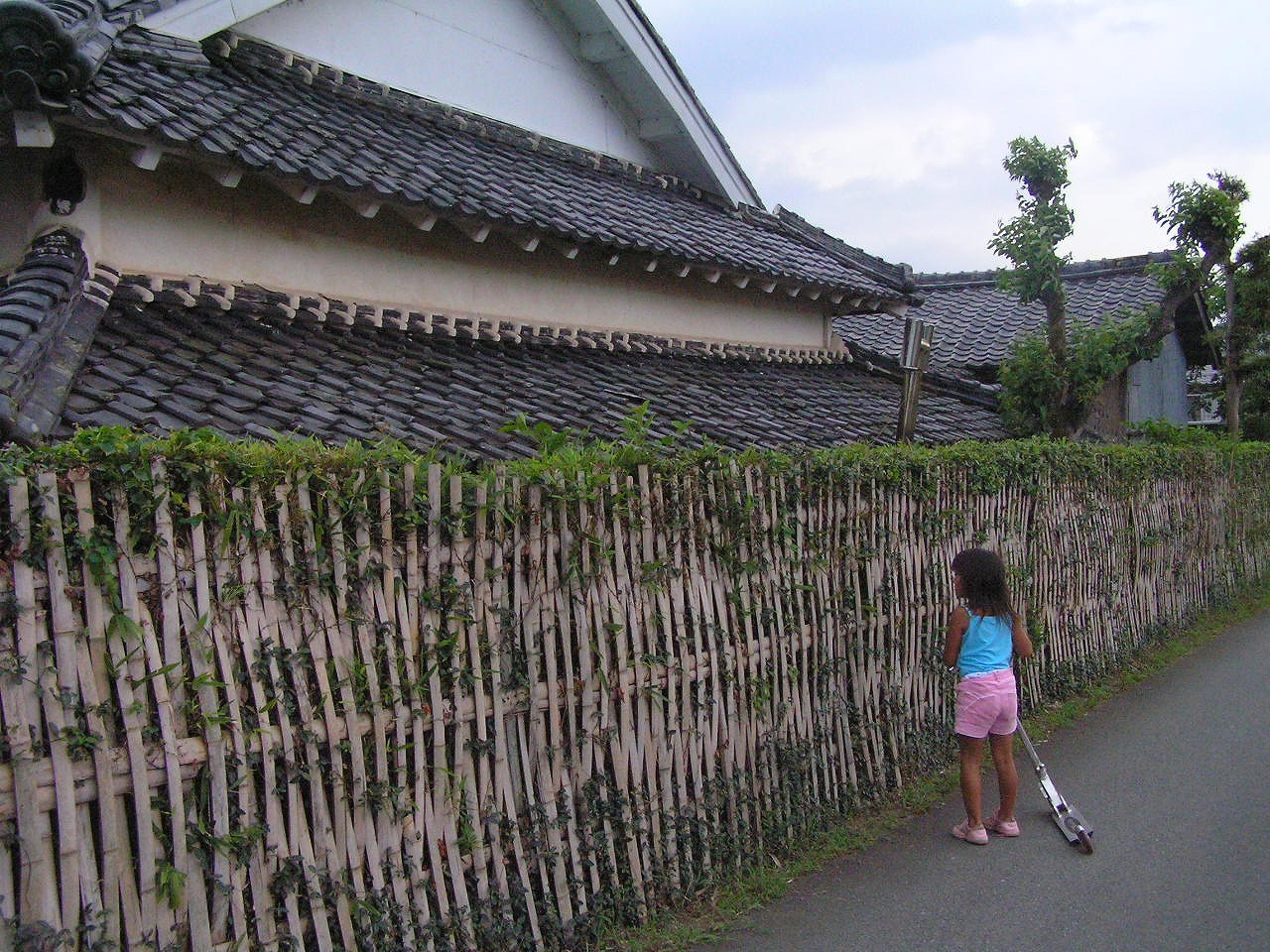
古民家前に張り巡らされた竹垣

## 種類

### 透かし垣

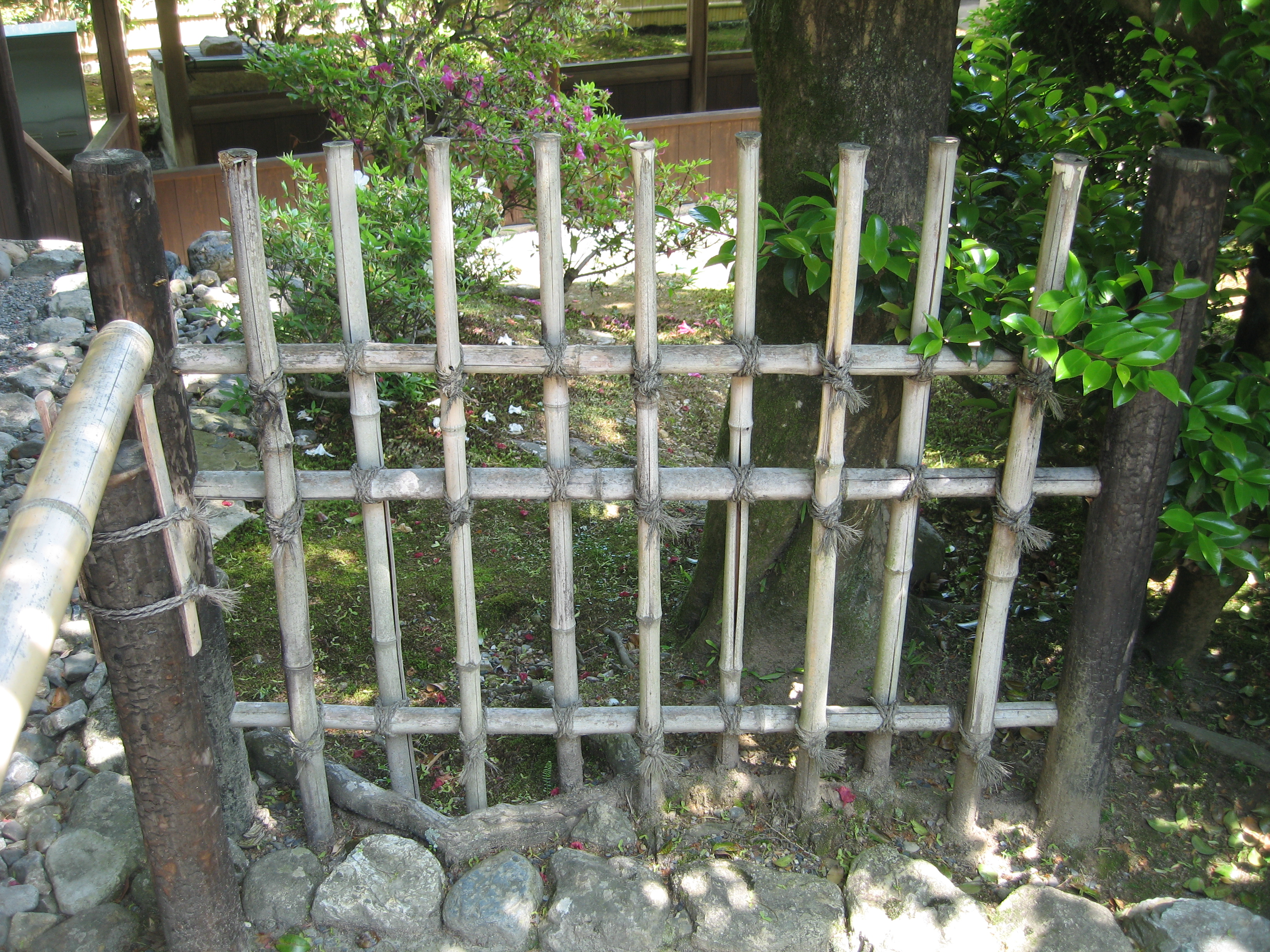
四つ目垣
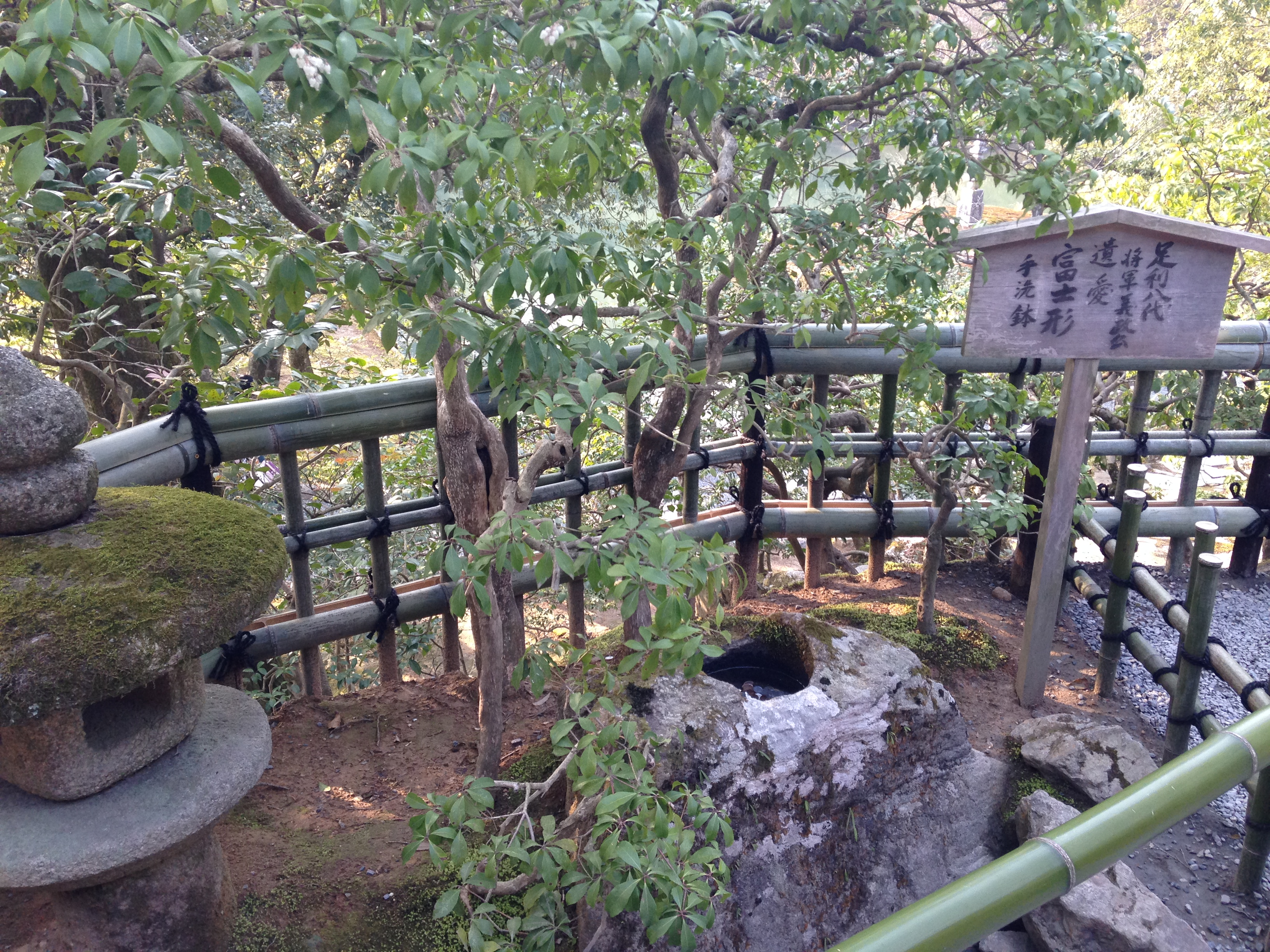
金閣寺垣（中央奥、鹿苑寺）
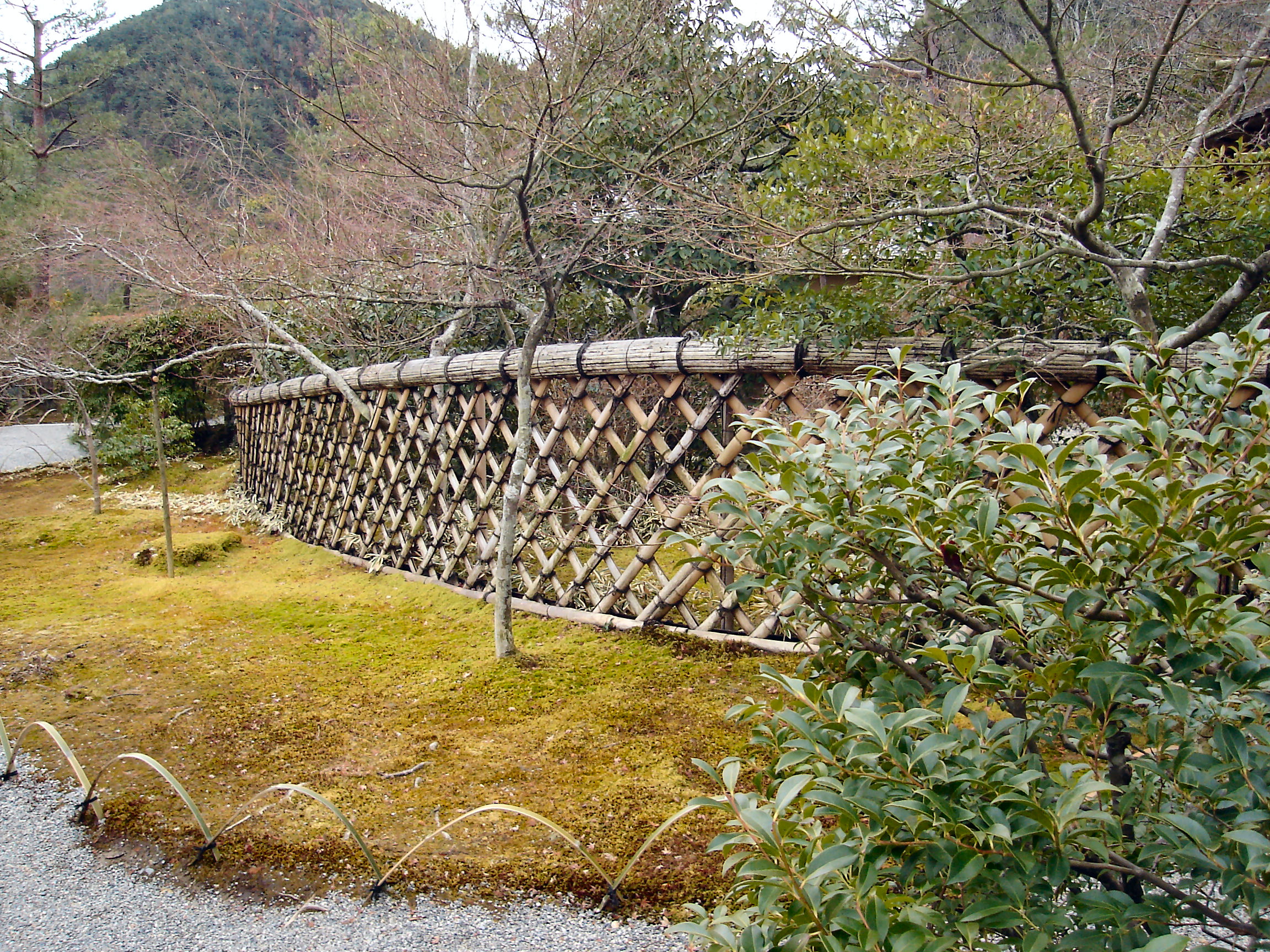
光悦寺垣（光悦寺）
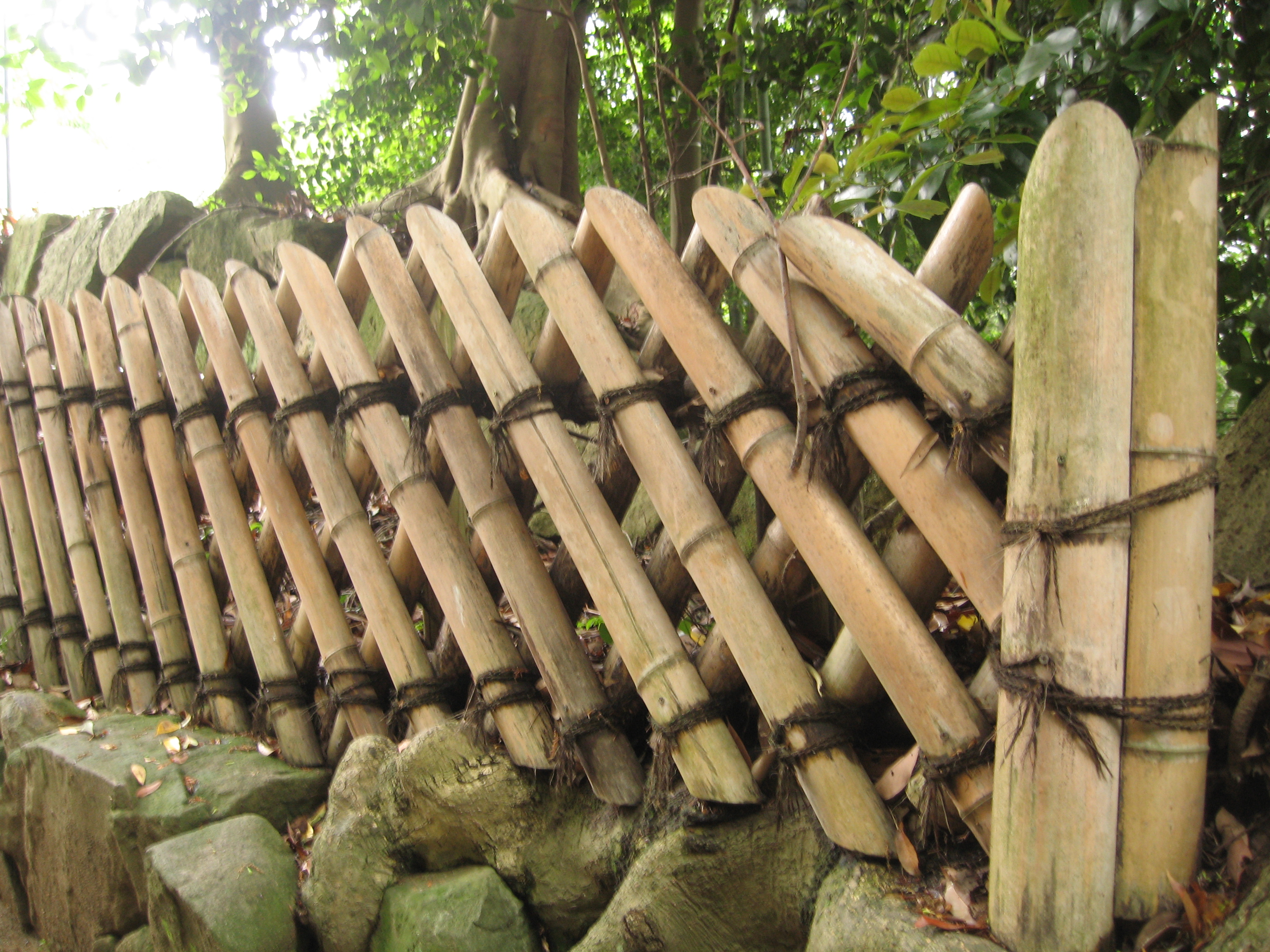
竹矢来

- 四つ目垣
- 金閣寺垣
- 竜安寺垣
- 光悦寺垣
- 矢来（やらい）垣

### 遮蔽垣

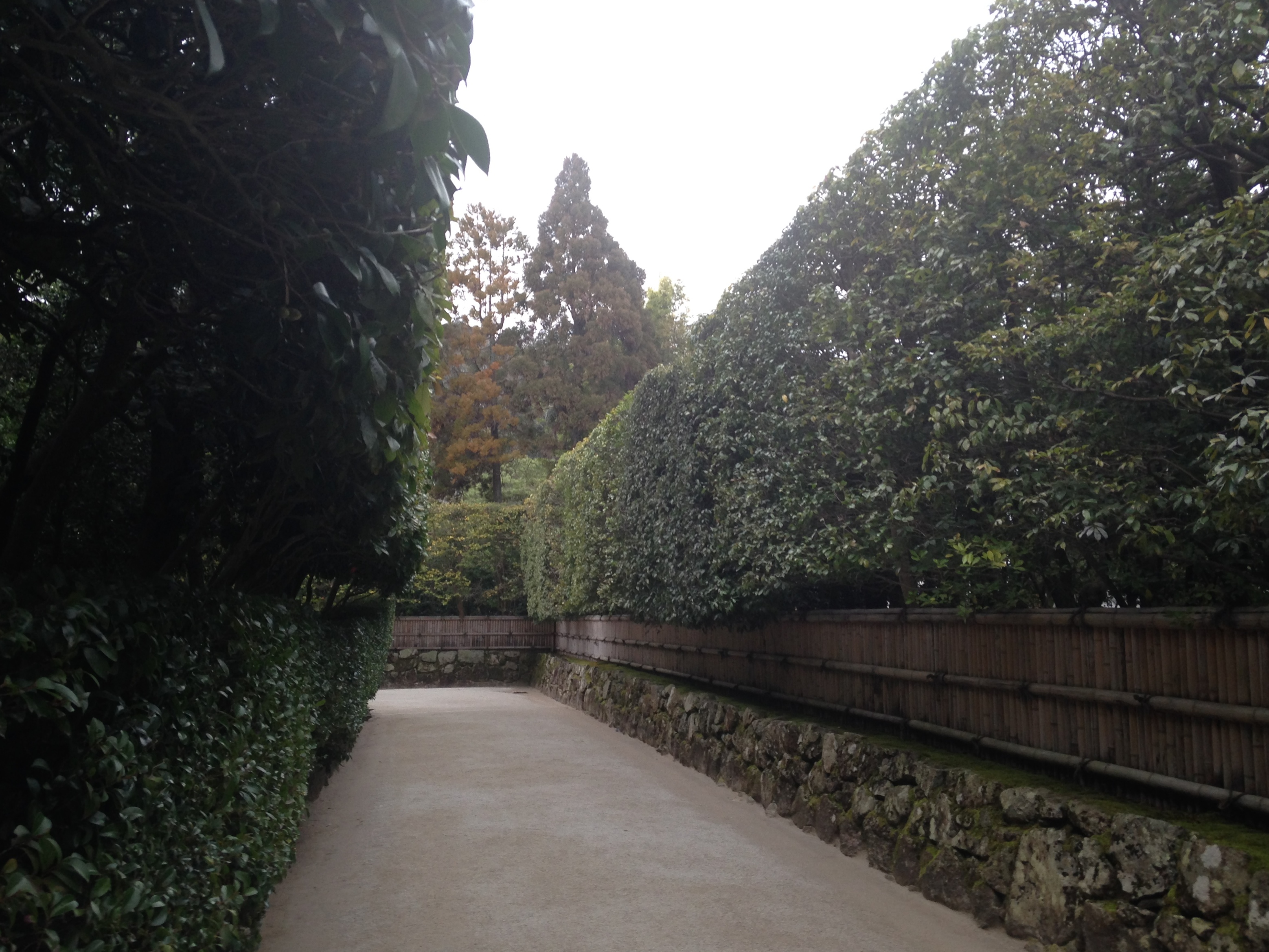
銀閣寺垣（慈照寺）
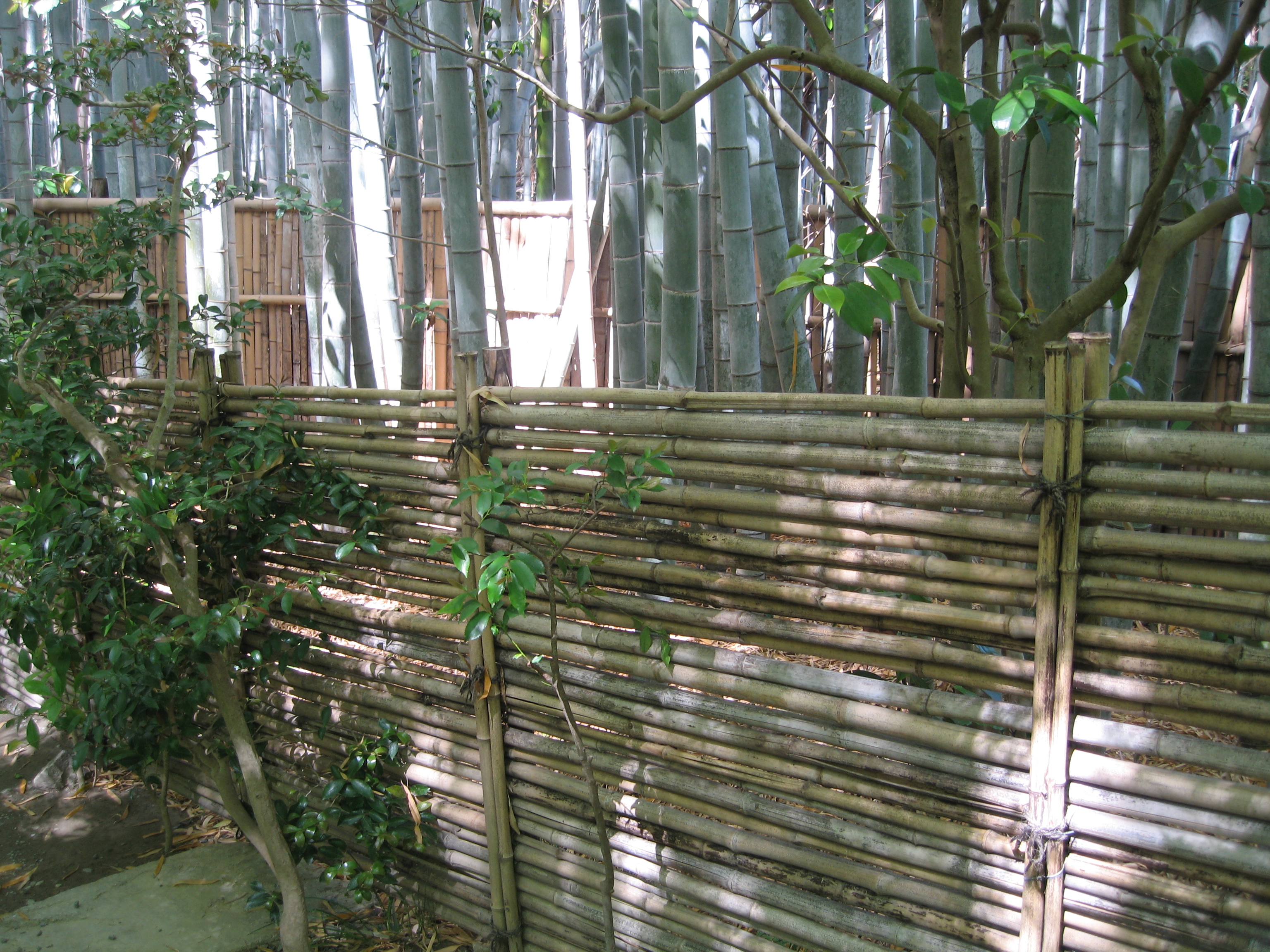
御簾垣

- 建仁寺垣
- 銀閣寺垣
- 木賊（とくさ）垣
- 鉄砲垣
- 御簾垣

### 編みこみ垣

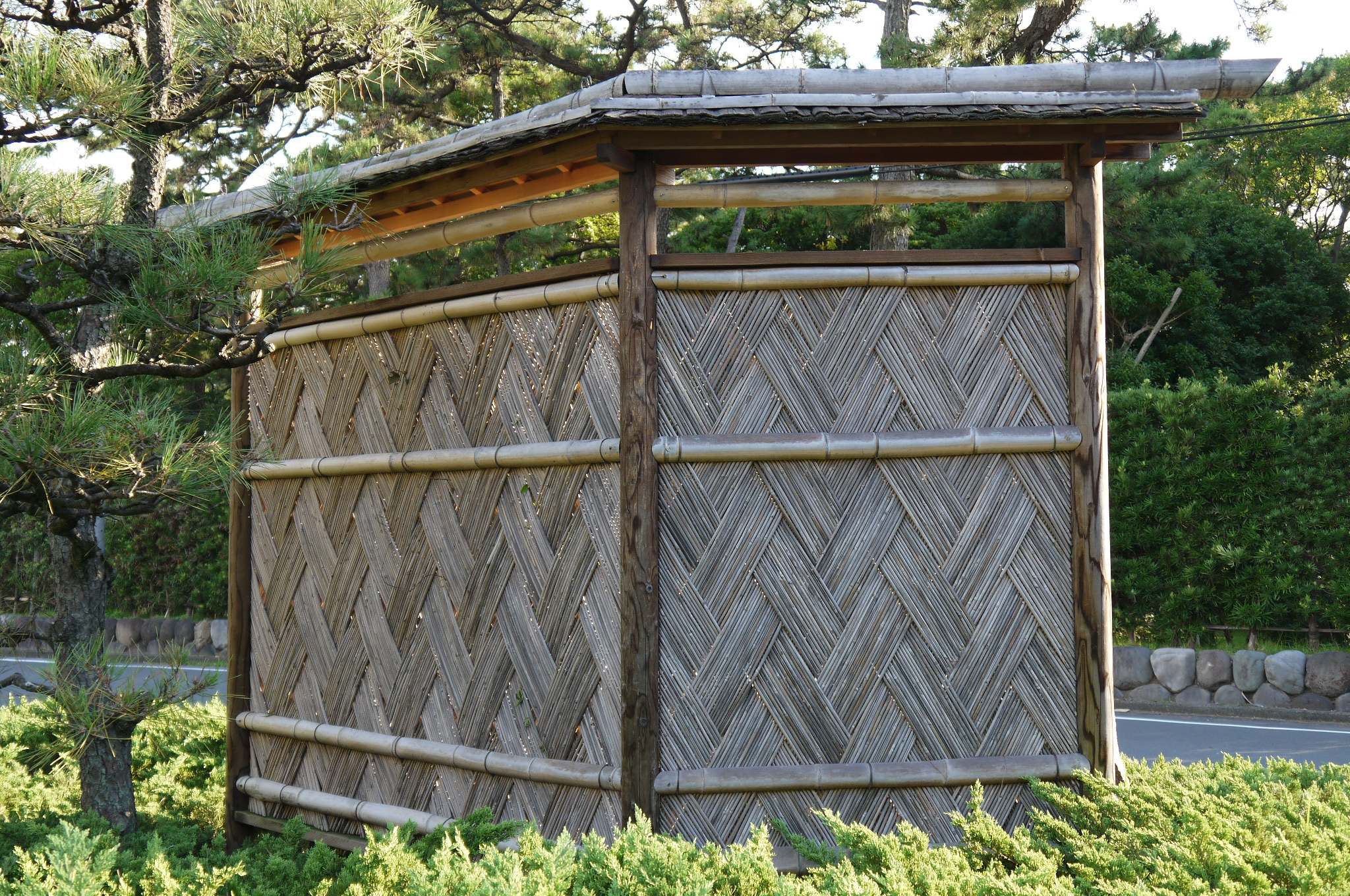
沼津垣

- 大津垣
- 沼津垣

### 枝穂組の垣

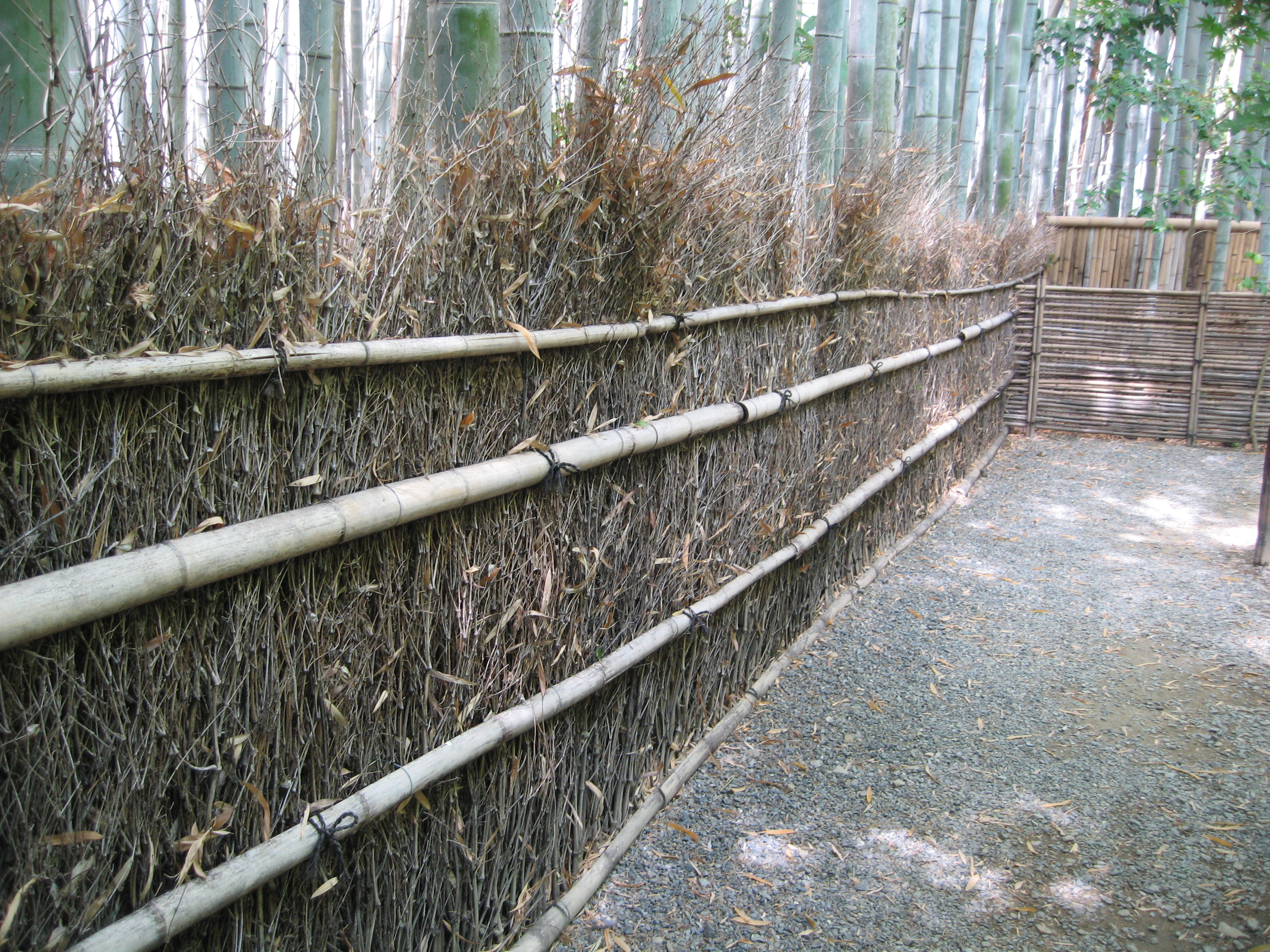
竹穂垣
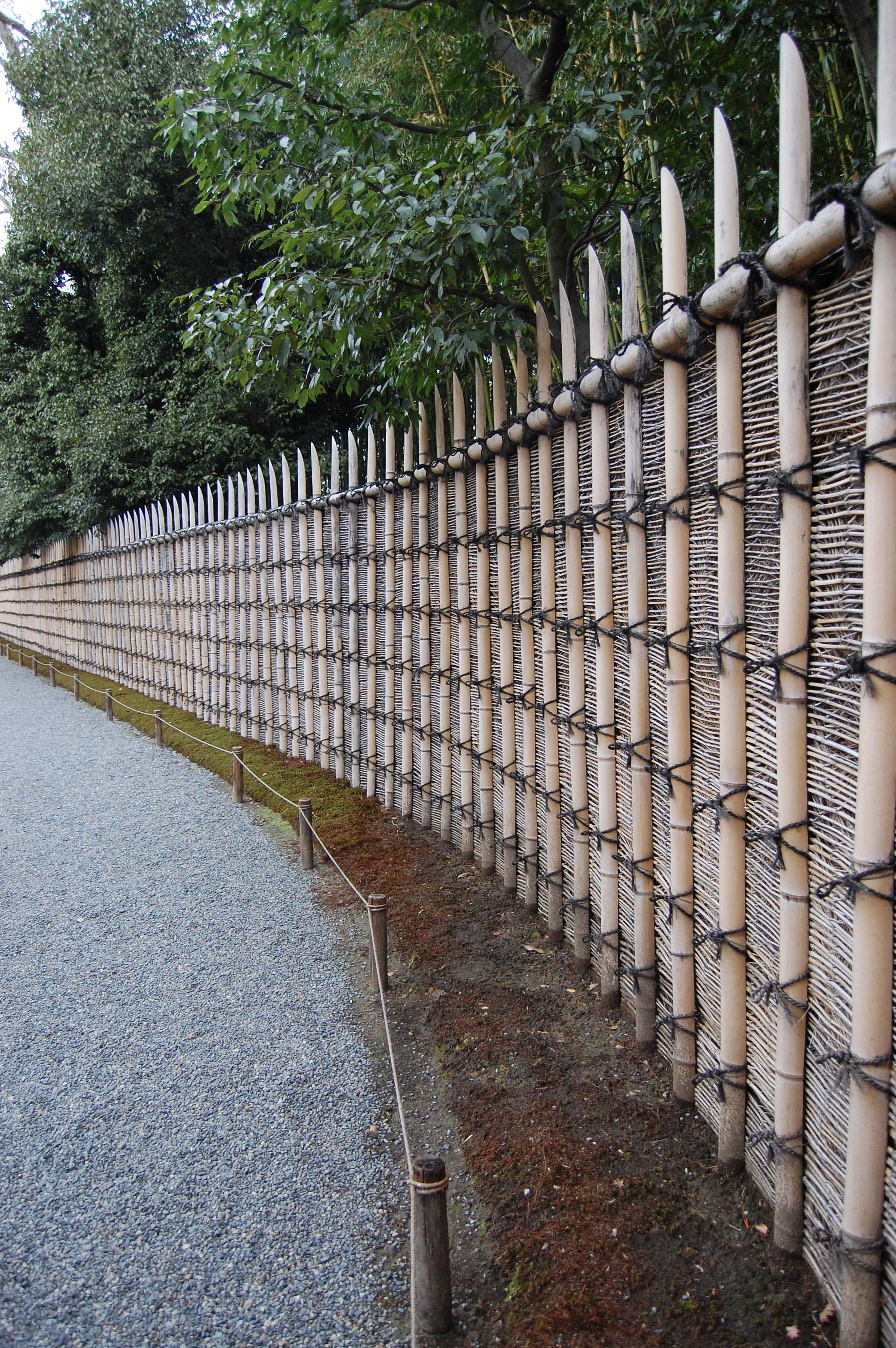
桂垣（桂離宮）

- 竹穂垣
- 大徳寺垣
- 桂垣
- 蓑垣
- 松明垣
- 柴垣

### 袖垣
- 黒文字垣
- 萩垣

### その他

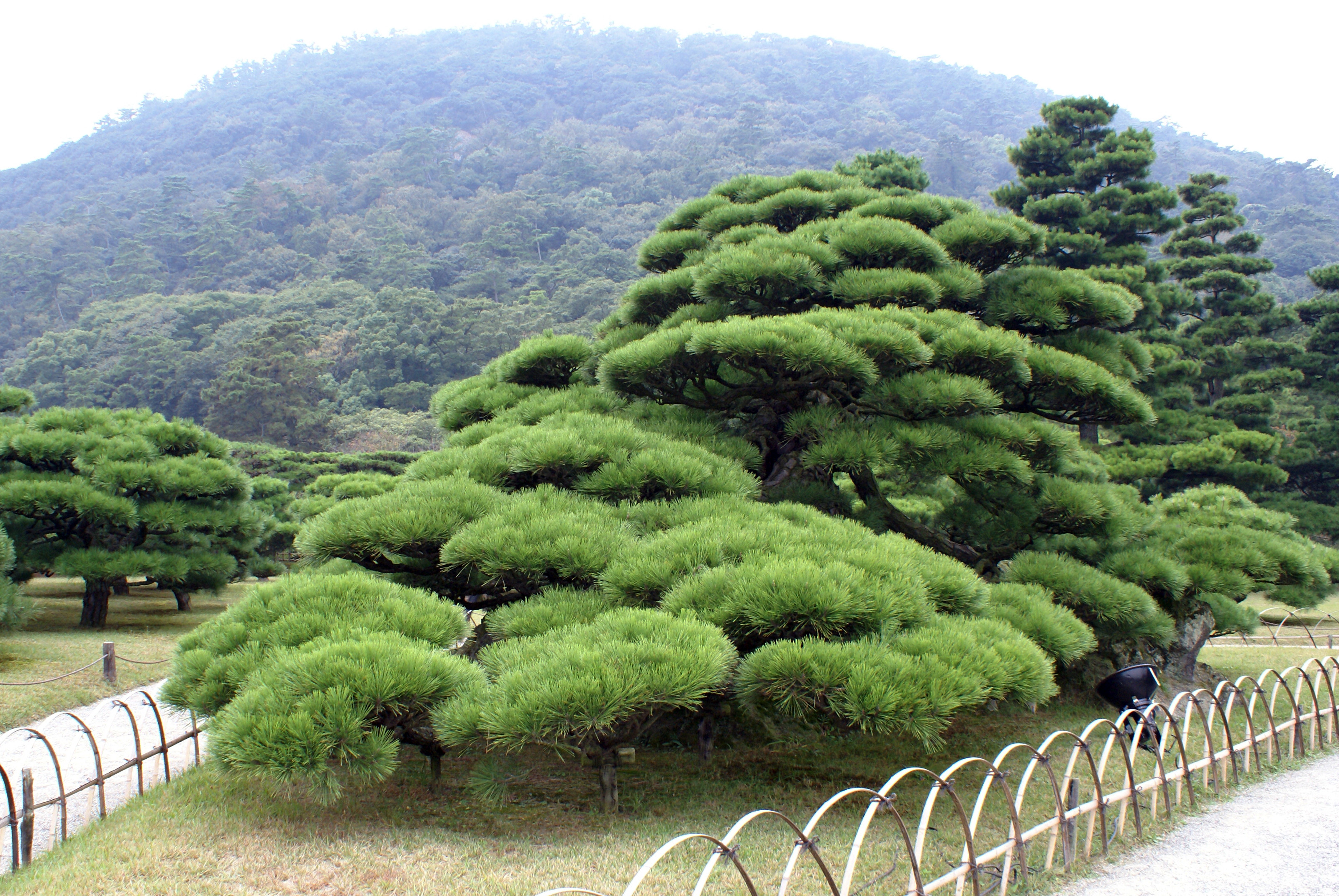
ななこ垣（栗林公園、鶴亀松）

- ななこ垣 - 細く薄い竹を半円形に曲げて波状に地面に差し込んだ垣根。